# Tersana SC
Der Tersana Sporting Club (arabisch نادي الترسانة الرياضي, DMG Nādī t-Tarsāna ar-riyāḍī) ist ein ägyptischer Sportverein aus Gizeh. Er ist vor allem für seine Fußballmannschaft bekannt, die 1963 Meister der Egyptian Premier League wurde.

## Geschichte
Tersana SC wurde 1921 in Bulaq von Mitarbeitern der lokalen Wasserbehörde gegründet und spielt daher in blauen Trikots. Der Klub trat direkt als Teilnehmer des ägyptischen Landespokals in Erscheinung, den er bei der zweiten Ausgabe 1923 durch einen 1:0-Endspielerfolg über Al-Sekka Al-Hadid erstmals gewann. 1929 folgte der zweite Pokaltriumph. Der zwischenzeitlich in den späteren Gizeher Stadtteil Mit Okba umgesiedelte Klub gehörte in der Spielzeit 1948/49 zu den Gründungsmitgliedern der Egyptian Premier League und wurde in der Debütsaison Vizemeister hinter dem al Ahly SC. Während der Klub sich regelmäßig in der oberen Tabellenhälfte der Liga hielt, holte er sich 1954 durch einen 4:1-Erfolg über den Ligarivalen al-Masry zum dritten Mal den Pokal. Nach mehreren zweiten und dritten Plätzen nahm der Klub in der Spielzeit 1962/63 als Tabellenzweiter seiner Staffel an der Meisterschaftsendrunde teil, in der sich die Mannschaft vor al Zamalek SC, Titelverteidiger al Ahly SC und Olympic El Qanah FC durchsetzte und den Meistertitel holte. In der folgenden Spielzeit wurde der Klub Staffelsieger, dieses Mal wurde die Meisterschaft in Duellen gegen den anderen Staffelsieger ausgespielt, die jedoch beide gegen al Zamalek SC verloren wurden. Zwischen 1965 und 1967 stand der Klub dreimal in Folge im Pokalendspiel, dabei gewann der Klub 1965 und 1967 jeweils den Titel.
Nach einer Pause des Spielbetriebs aufgrund des Sechstagekriegs konnte Tersana SC in der Liga zunächst an die Erfolge anknüpfen, in der Spielzeit 1974/75 wurde der Klub abermals Vizemeister hinter al Ahly SC. In der zweiten Hälfte des Jahrzehnts rutschte die Mannschaft jedoch zunehmend in der Tabelle ab und verpasste am Ende der Spielzeit 1981/82 den Klassenerhalt. Der Aufenthalt in der Egyptian Second Division währte jedoch aufgrund des direkten Wiederaufstiegs nur kurz und 1986 gelang der sechste Pokalsieg der Vereinsgeschichte. In der Spielzeit 1986/87 wurde der Klub Meisterschaftsdritter hinter al Ahly SC und al Zamalek SC und nahm in der Folge am Arab Club Champions Cup 1987 teil, wo er das gegen Ittihad FC verloren gegangene Semifinale erreichte. Parallel spielte der Klub im African Cup Winners’ Cup 1987, wo er nach einem Erstrundenerfolg über Mukura Victory Sports in der zweiten Runde an Espérance Tunis scheiterte. In den 1990er Jahren schwankte der Klub zeitweise zwischen Premier League und Second Division. Nach dem Abstieg am Ende der Erstliga-Spielzeit 1995/96 verabschiedete sich der Klub für vier Jahre vom höchstklassigen ägyptischen Fußball, wo er bis zum erneuten Abstieg in der Saison 2004/05 vornehmlich gegen den Abstieg spielte. Nach dem direkten Wiederaufstieg hielt sich die Mannschaft bis 2009 in der Klasse, seither spielt sie unterklassig.